# Louis Beyer
Louis Beyer, né le 19 mai 2000 à Kempen (Allemagne), est un footballeur allemand  qui évolue au poste de défenseur au Burnley FC.

## Biographie

### En club

#### Borussia Mönchengladbach
Le 19 août 2018, il joue lors du premier tour de Coupe d'Allemagne contre le BSC Hastedt, club d'Oberliga, il est aligné pour la première fois dans le onze de départ du Borussia Mönchengladbach. Six jours plus tard, il joue contre le Bayer Leverkusen et réalise ses débuts en Bundesliga. Le 14 septembre 2018, il signe son premier contrat professionnel avec Mönchengladbach.

### En sélection
Avec les moins de 16 ans, il prend part à quatre matchs amicaux. Il joue sa première rencontre le 24 octobre 2015, contre l'Autriche (victoire 1-2), et sa dernière le 16 mai 2016, contre la France (1-1).
Avec les moins de 17 ans, il dispute trois matchs amicaux lors de l'année 2016, contre la Grèce, la Croatie et l'Angleterre.
Il joue ensuite cinq matchs amicaux avec les moins de 18 ans. Il dispute son premier match avec les moins de 18 ans le 12 novembre 2017, contre l'Italie (victoire 3-1), et son dernier le 8 mai 2018, contre la Russie (victoire 1-3).
Par la suite, il dispute quatre matchs amicaux avec les moins de 19 ans. Il joue son premier match avec les moins de 19 ans le 7 septembre 2018, contre la Suisse (2-2), et son dernier le 19 novembre de la même année, contre l'Arménie, où les joueurs allemands s'imposent sur le très large score de 0-7.
Le 5 septembre 2019, il joue son premier match avec les espoirs, lors d'une rencontre amicale face à la Grèce (victoire 2-0).

## Palmarès
- Champion d'Angleterre de D2 en 2023.